# Hidejoši Tojotomi
Hidejoši Tojotomi (japonsky 豊臣 秀吉, Tojotomi Hidejoši; 17. března 1537 – 18. září 1598), známý také pod jmény Hijoši-maru (日吉丸), Tókičiró Kinošita (木下藤吉郎) (někdy se uvádí také Tókačiró) a Hidejoši Hašiba, celým vznešeným jménem Hašiba Čikuzen no Kami Hidejoši (羽柴筑前守秀吉) (1573–1597), byl významný japonský státník. Narodil se jako poddaný a na sklonku éry Sengoku se vyšvihl až na nejmocnějšího muže Japonska. Ve skutečnosti je jen málo známo o jeho životě a kariéře před rokem 1570. Tento rok datuje nejstarší dochované dokumenty a dopisy, které sepsal. Autobiografie, kterou vydal, začíná až rokem 1577, tedy v době jeho autonomního vedení armády proti klanu Móri.

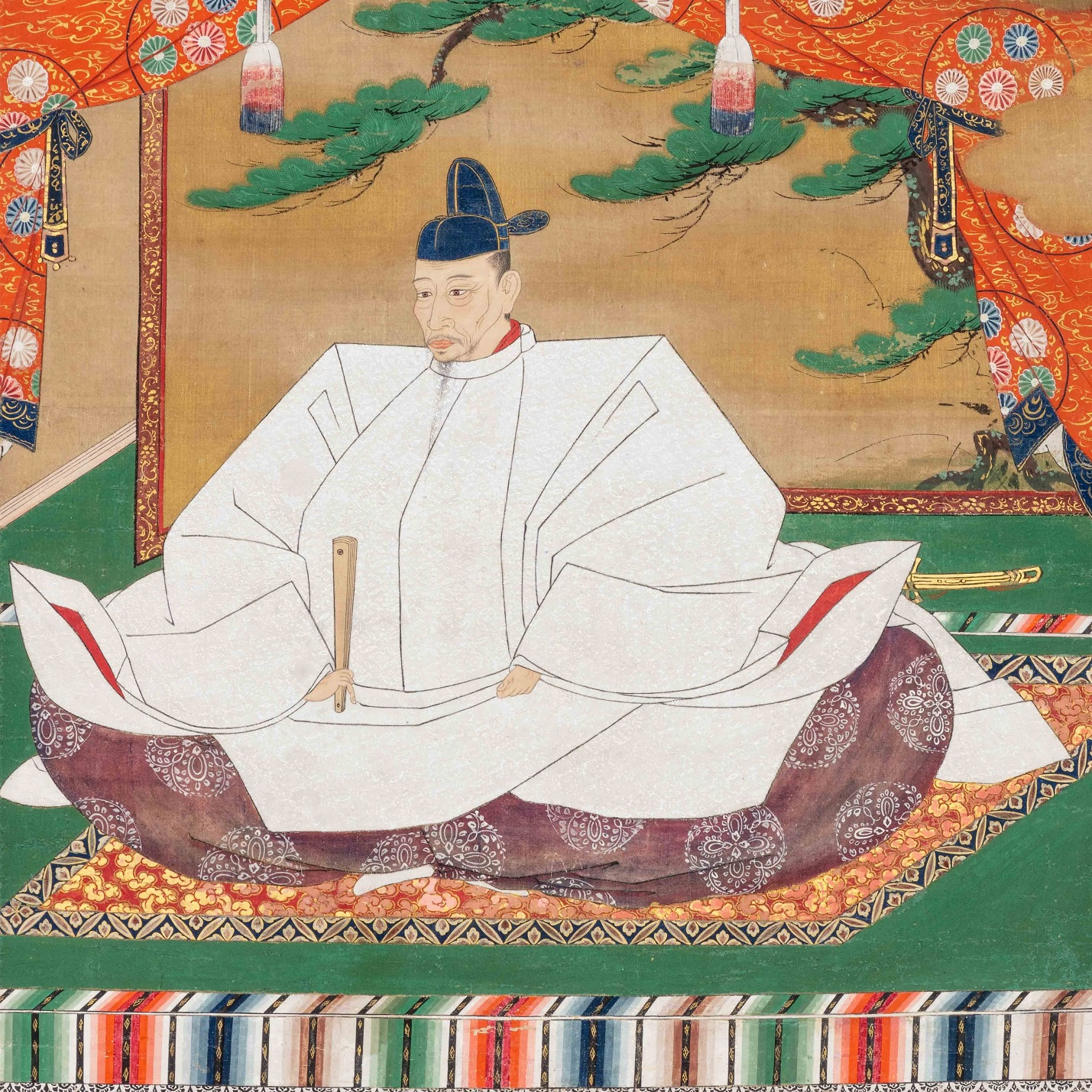
Hidejošiho portrét z roku 1601

## Předmluva

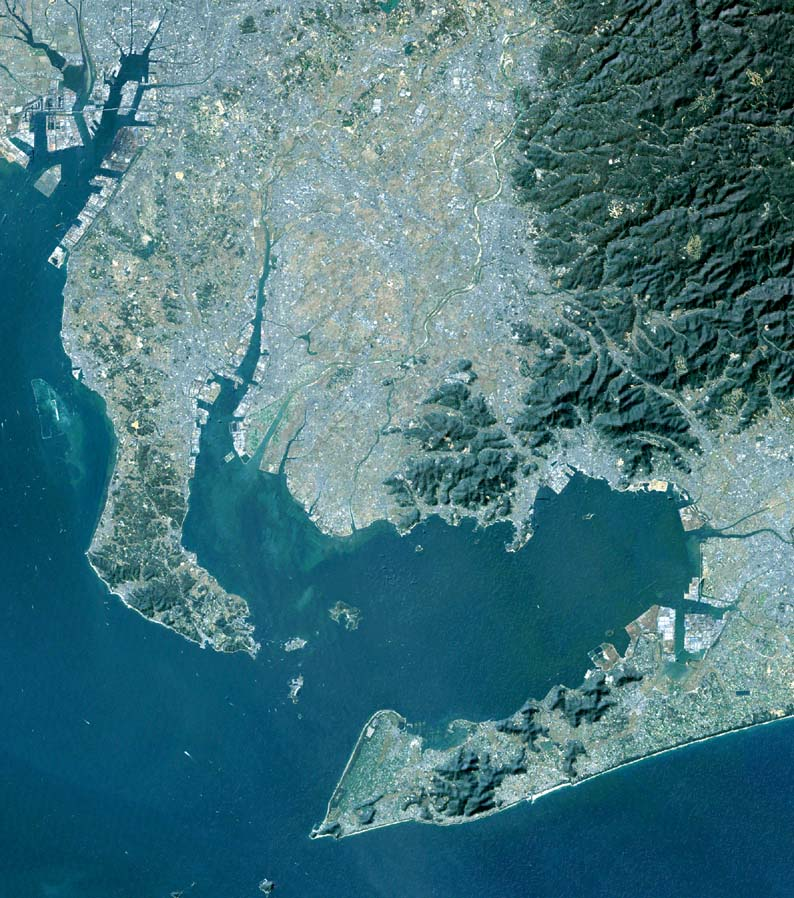
Mikawský záliv ze satelitu, Mikawa a Owari

Sám Hidejoši se přitom jen velmi málo zmiňuje o věcech ze své minulosti. Podle tradice se narodil ve vesnici Nakamura v provincii Owari, jako syn pěšáka, rolníka a chudého samuraje Jaemona Kinošity. Hidejošiho dětské jméno bylo podle záznamů Hijošimaru. Známý je obraz Hidejošiho jako chlapce, který se nechal vyhodit z chrámu jen proto, aby se mohl vrhnout vstříc dobrodružstvím. Cestoval do zemí pod správou Jošimota Imagawy, aby zde nějaký čas sloužil a vydělal si trochu peněz. Hijoši, který po obřadu dospělosti přijal jméno Tokičiró, se okolo roku 1557 vrátil do Owari a nechal se zaměstnat ve službách mladého Nobunagy Ody. Zúčastnil se přestavby hradu Kijosu, nad kterou se mu podařilo převzít vedení a v neuvěřitelně krátké době stavbu dokončil. To samozřejmě vyvolalo nevoli a nenávist mezi staršími vazaly Odů, kteří v něm viděli kariéristu, navíc nízkého původu. Tokičiro poté přijal pozici Nobunagova osobního nosiče sandálů a zúčastnil se bitvy u Okehazamy roku 1560. O čtyři roky později mu bylo povoleno nosit jméno Hidejoši. Přesvědčil mnoho vazalů z provincie Mino, aby se přidali na stranu Odů a opustili klan Saitó. Tyto přirozené Tokičirovy schopnosti na Nobunagu silně zapůsobily a díky tomuto skutku také mohl roku 1567 tak lehce získat Inabajamu, to když se Hidejošimu podařilo najít tajnou stezku k zadní části hradu, která vedla poblíž pevnosti Sunomata. Později, pravděpodobně kolem roku 1573, Hidejoši přijal příjmení Hašiba. Toho času se také oženil s dívkou jménem Nene. Také jeho matka se předtím znovu provdala za Čikuamiho, opilce a hrubiána. Ti spolu měli syna jménem Hidenaga, který tím pádem byl nevlastním bratrem Hidejošiho.
Vzhledem ke své fyzické konstituci byl Hidejoši vnímán velmi kontroverzně, zvláště na pozici generála a později také jako vládce. Byl malý a vyhublý. Když se opil, choval se a tvářil prý jako opice. Také Nobunaga ho bez zvláštního taktu nazýval Saru nebo dokonce vypelichanou krysou. Měl prý ve velké oblibě pití a ženy a snadno si získával nové přátele. Měl velice vyvinutý cit pro lidské chování, díky kterému snadno odhadoval povahu jiných a který mu umožňoval bez větších obtíží lidmi manipulovat. Tato vlastnost bezpochyby byla důvodem jeho vzestupu během jeho působení pro klan Oda.

## Hidejoši Hašiba

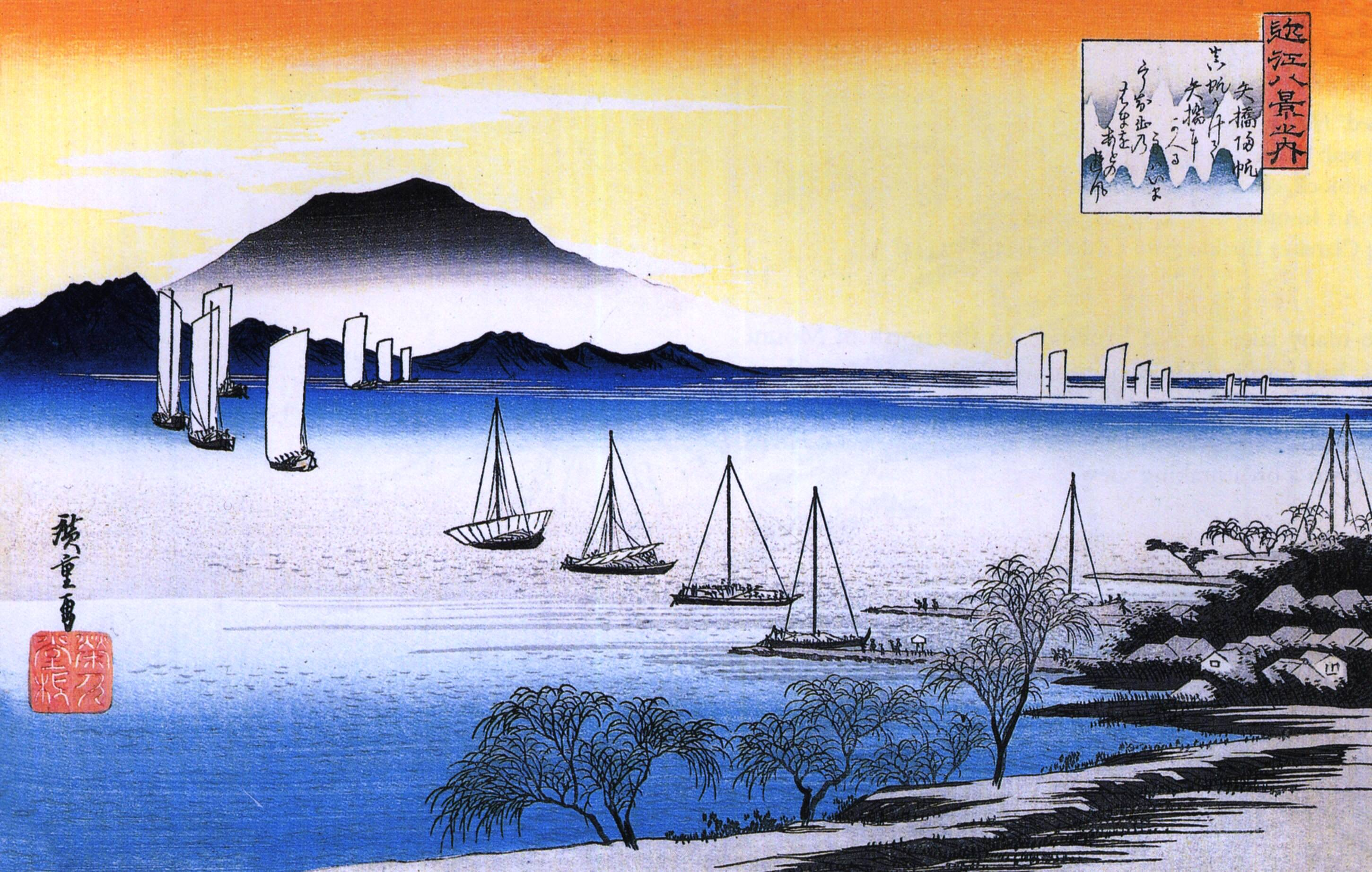
Výhled z Odani

Hidejoši velel vojskům v bitvě o Anegawu, v roce 1570, a byl také velice činorodý během Nobunagova tažení proti klanům Asai a Asakura. Významně se zapsal do historie roku 1573. Toho roku Nobunaga definitivně zničil klan Asai v provincii Ómi a věnoval Hidejošimu tři okresy v severní části této provincie. Ze svého původního hlavního stanu v Odani, což bylo bývalé ústředí Asaiů, se Hidejoši přemístil do Imahamy, přístavu na břehu jezera Biwa. Zde se věnoval domácím záležitostem, postaral se o rozšíření výroby v manufaktuře na střelné zbraně, kterou založili pár let nazpět ještě Asakurové s Asaii. Spolu s Nobunagou pokračoval v nekonečné vojenské mašinerii, a získával početné zkušenosti po dalších několik let. Jeho praporce se zlatou tykví plápolaly nad Nagašimou (1573–1574), Nagašinem (1575) a Tedorigawou (1577).

### Západní tažení

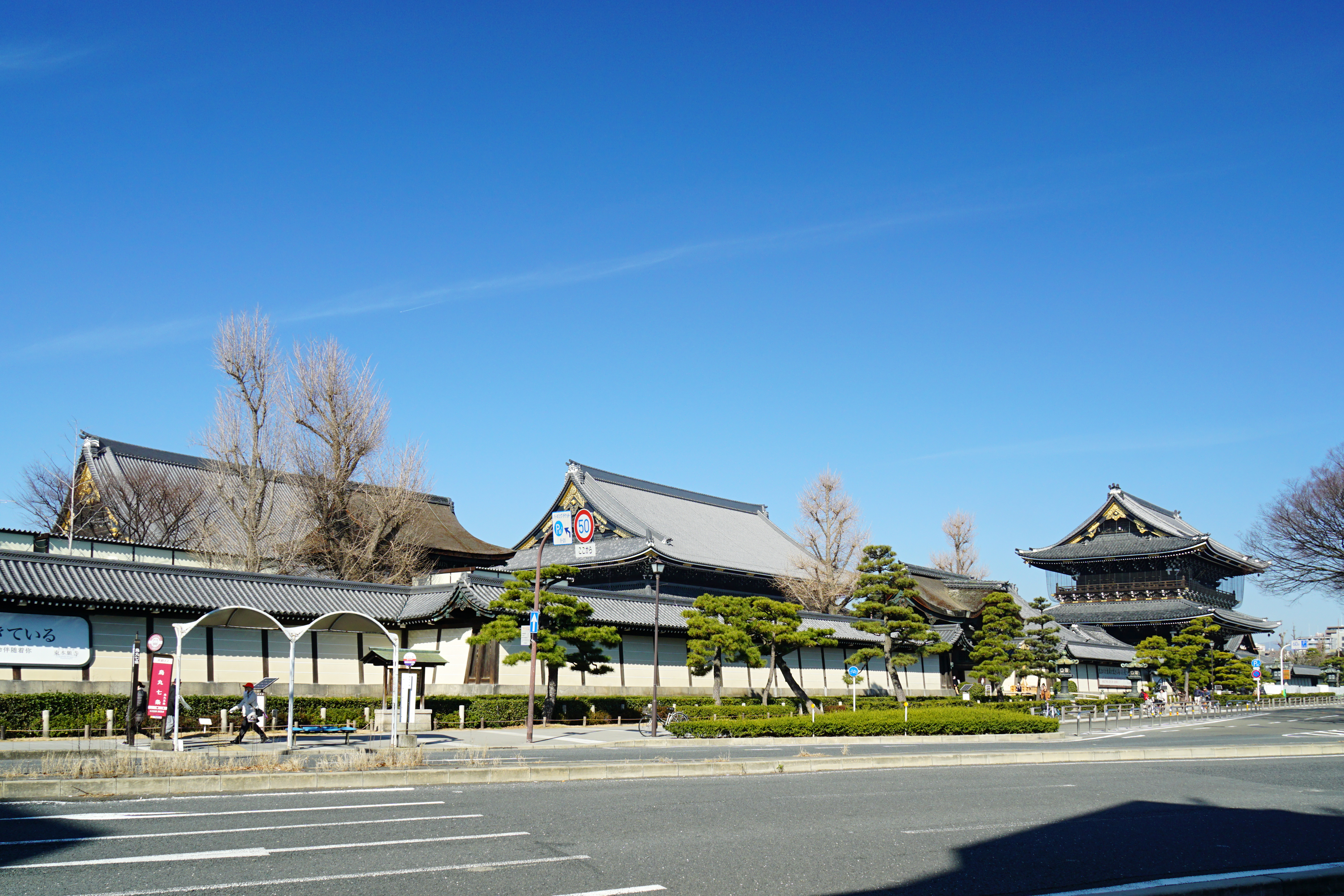
Hlavní budova chrámu Hongandži

Hidejošiho stanoviště v Ómi bylo relativně přechodné. V roce 1576 deklaroval klan Oda válku s klanem Móri. Nobunaga nařídil Hidejošimu vytáhnout proti západním provinciím, aby společně s Micuhidem Akečim velel obrovské armádě. Ten byl odpovědný za podrobení okruhu Sanin, zatímco Hidejoši postupoval do okruhu Sanjó. Ve skutečnosti oba muži získali za své úsilí nezávislost v rozhodování, udělenou Nobunagou. Výjimkou byl Kacuie Šibata, zapletený v podrobování provincií Ečizen a Kaga. Hidejošiho první zisk představovaly hrad Himedži, hrad Kózuki a hrad Sajó. Himedži bylo získáno mírovou cestou za vydatné pomoci Kanbeie (Jošitaky) Kurody, se kterým se Hidejoši brzy spřátelil, když Kanbei dokázal přesvědčit svého otce, aby se vzdal strategicky významného hradu. Kózuki a Sajó, které patřily Kacuhisovi Amako, byly dobyty silou. Odpor proti Hidejošiho výpravě brzy se brzy stal tuhým. Nagaharu Beššó (Bečušó), který se vzepřel Hidejošimu se uzavřel na hradě Miki. Hidejoši zredukoval satelitní pevnůstky hradu Miki a pustil se do bitvy o Beššóovu pevnost. Mezitím Naoie Ukita začal s útoky na pozice Odů a Terumoto Móri poslal silnou armádu do Harimy. Móriho síly obklíčily Kózuki a když se Hidejoši vydal na pochod, aby osvobodil obleženou pevnost, dostal od Nobunagy rozkaz se stáhnout. Kózuki padlo a Hidejoši pokračoval v dobývání Miki, což se ukázalo být těžkým oříškem. Miki bylo povzbuzováno k pokračující obraně chrámem Išijama Hongandži v Seccu a Mórii. Zásobování bylo úspěšné a Beššó se houževnatě bránil až do roku 1580. Nutno poznamenat, že Hidejošiho západní tažení bylo pomalé a únavné. Věci ze začaly zlepšovat až se zběhnutím Naoie Ukity od Móriů k Hidejošiho vojskům, k čemuž došlo právě roku 1580. Po této události se situace vyvíjela ve prospěch Hidejošiho. Podařilo se mu zabezpečit provincii Harimu, což znamenalo výraznou oporu jeho sil v provincii Bizen. Této výhody bleskurychle využil, protože ještě týž rok mohl vypravit síly na sever do provincie Inaba a obklíčit Tottori, další z významných bodů obranné linie klanu Móri. Místní pán, Tojokuni Jamana, rychle přísahal věrnost Odům a opustil Tottori. Hradu velel Cuneie Kikkawa a po Jamanově zradě zůstal izolovaný. Hidejoši vydal rozkaz vyhladovět Tottori a po dvou stech dnech se mu podařilo donutit obránce se vzdát.

### Anabáze Takamacu

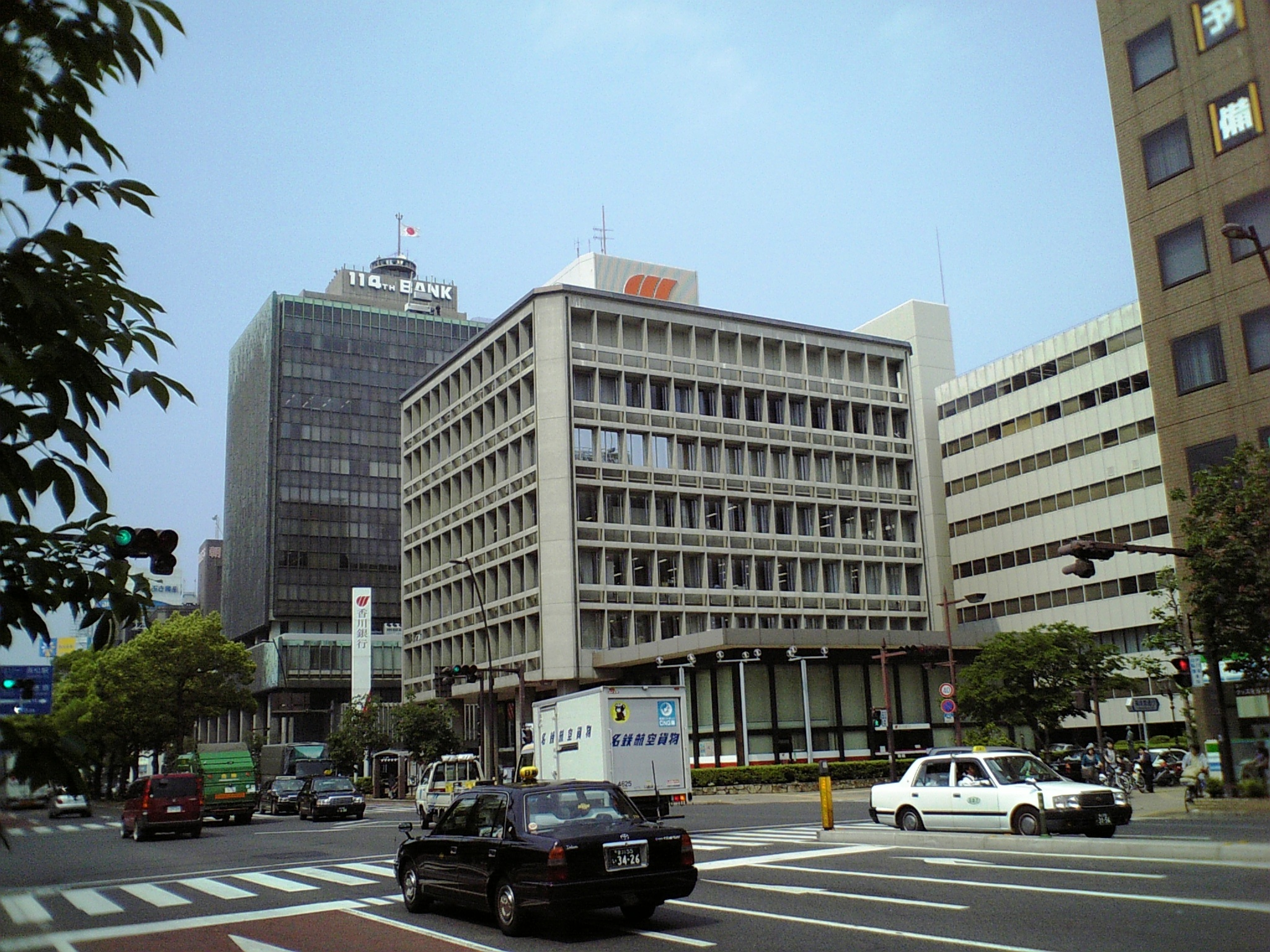
Současné město Takamacu

V dubnu roku 1582 vstoupil Hidejoši do provincie Biččú a oblehl hrad Takamacu. Takamacu byla klíčová pevnost, a proto Móriové dbali o to, aby hrad nepadl. Pokud by se nepodařilo hrad udržet, provincie Biččú by byla ztracena a mezi provincií Aki, odvěkým domovem Móriů a Ody by stála pouze chabá překážka v podobě provincie Bingo. Terumoto Móri byl opatrným velitelem a nepodnikal nijaké agresivní tahy proti Hidejošiho postupu. Ve skutečnosti se Hidejoši těžce přepočítal, když věřil, že vítězství bude snadné. Během několika neúspěšných pokusů o dobytí padlo přes 15 tisíc mužů na obou stranách a situace se vůbec nepohnula. Takamacu velel Muneharu Šimizu, nezdolný a oddaný válečník, který ignoroval veškeré nabídky nepřítele a vyzýval Hidejošiho, že pokud o hrad stojí, bude jej muset dobýt. Hidejoši v obavách z toho, že nakonec Móriové použijí svoji sílu, se rozhodl pro nekonvenční řešení. Poznamenal, že Takamacu stojí na planině a nachází se pod úrovní mořské hladiny. Rozkázal tedy, aby se přehradila řeka Ašimórigawa a vylila se na planinu, na které stálo Takamacu. Nově vzniklé jezero úplně odřízlo Šimizua a jeho posádku od okolního světa. Když Terumoto dorazil se svojí armádou, nemohl se kvůli umělému jezeru, které obklopovalo Takamacu, dostat blíže. Nezbývalo mu tedy, než se s armádou utábořit na okolních kopcích a čekat, jak se situace vyvine. Mezitím Hidejoši neúnavně ohrožoval osazenstvo hradu soustředěnou palbou z kanónů a pušek ostřelovačů. Nechal také poslat pro posily, a Nobunaga na jeho žádost vyslal kontingent pod vedením Micuhideho Akeči, který však na západ nikdy nedorazil.

## Jamazaki

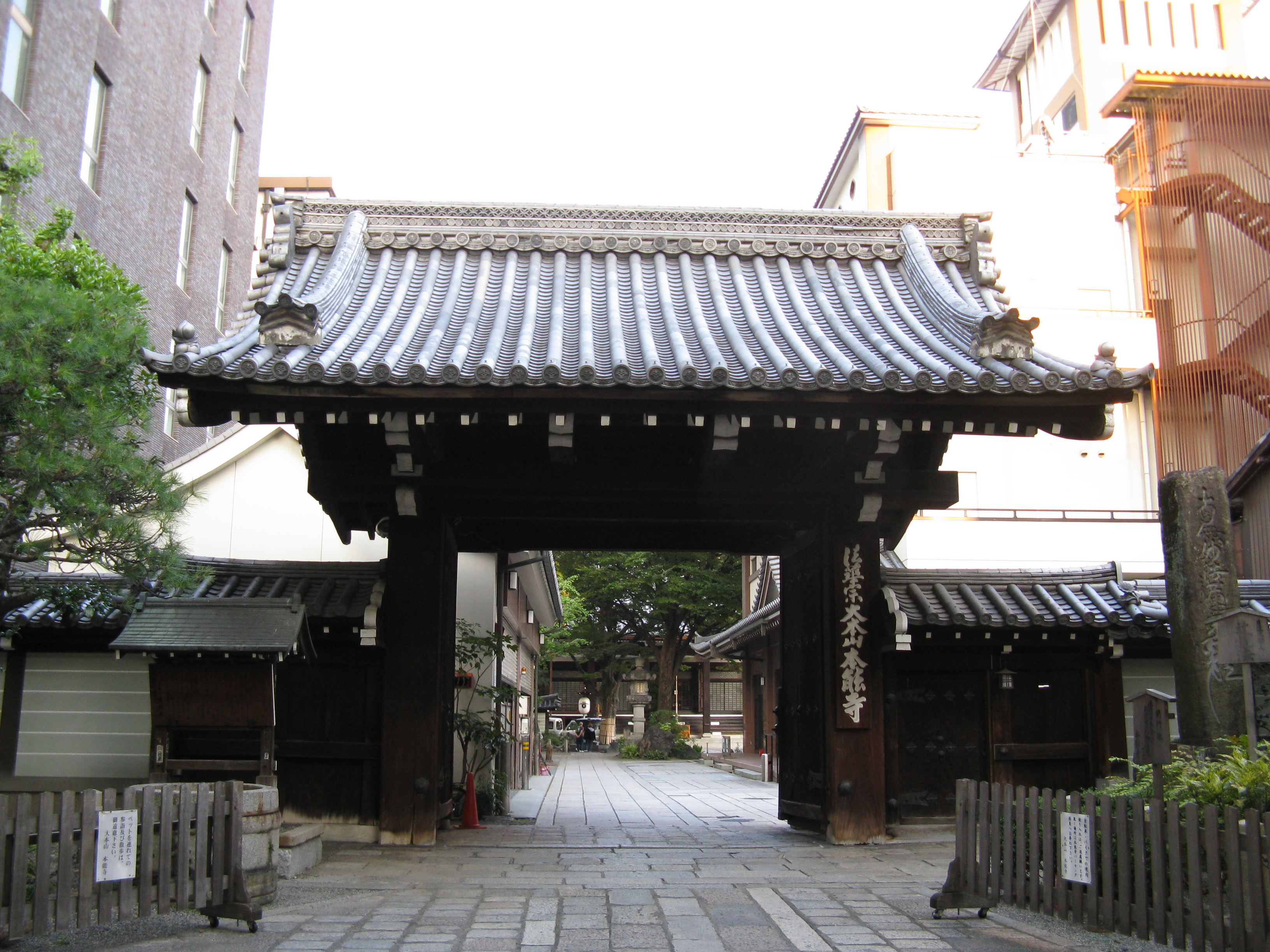
Chrám Honnó

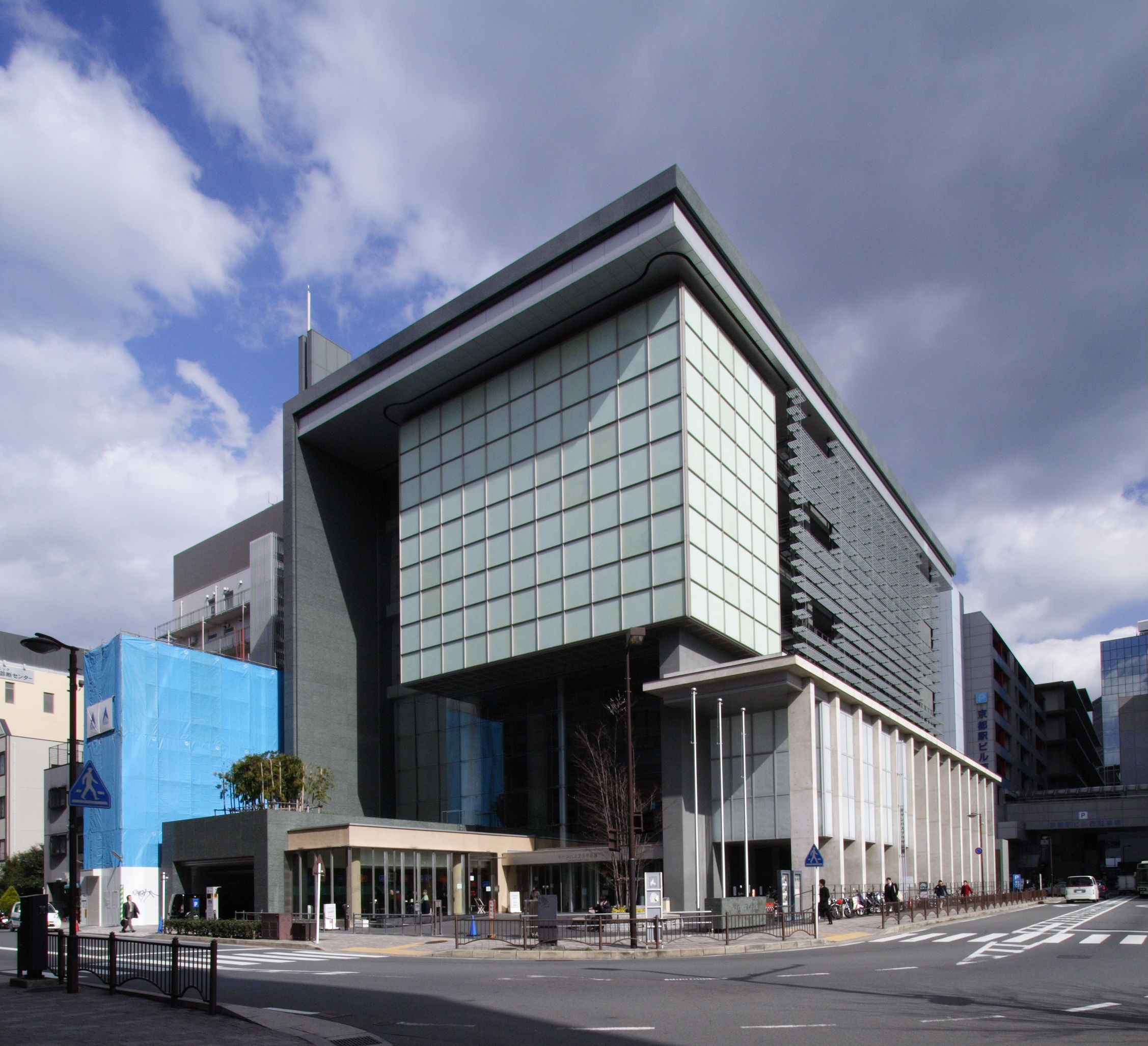
Současné Kjóto

20. června 1582 byl Nobunaga zabit Akečiho jednotkami v chrámu Honnó v Kjótu. Osud Hidejošiho armády a budoucnosti celé země záležel na tom, kdo z obou znepřátelených stran, armáda Odů nebo Móriů, se o incidentu dozví první. Samozřejmě se Akeči snažil dostat zprávu o Nobunagově smrti k Móriům, aby rozdrtili jejich společného nepřítele – Hidejošiho. Posel, který byl s touto správou vyslán však za necelých 48 hodin padl do Hidejošiho rukou. Mezitím se o incidentu dozvěděl Kacuie Šibata. Byl však natolik zaměstnán klanem Uesugi v provincii Eččú, že bylo nesmírně časově náročné vyvléct se z konfliktu a napadnout Micuhideho. Hidejoši měl daleko lepší možnost dostat se rychle do Kjóta. Problém však představovali Móriové. Věděl, že Takamacu balancuje na hranici porážky, avšak dokud nepadne, není naděje, že by bylo možno se s Mórii na čemkoliv dohodnout. Podařilo se mu přesvědčit, s ohledem na vleklé obléhání a zbídačelý stav osádky hradu, Muneharua, že pokud spáchá seppuku, nechá zbytek osazenstva hradu na pokoji. Při pohledu na své nemocné a vyhladovělé druhy Muneharu Šimizu souhlasil a před zraky obou armád si na loďce, která plula po zatopené planině, otevřel břicho. To zajistilo pád Takamacu, ale hlavně umožnilo uzavřít mírovou dohodu mezi Mórii a Ody, k čemuž zásadně pomohlo také přátelství generála Móriů Takakageho Kobajakawy a vyslance Odů, Ekeie Ankokúdžiho. Terumoto souhlasil, že Odům připadnou provincie Hóki, Mimasaka a Biččú. O pár dní později se dozvěděl o Honnó, ale to už byl Hidejoši na rychlém postupu ke Kjótu. Neuvěřitelnou rychlostí se Hidejoši dostal až do Seccu a porazil Akečiho oddíly. Micuhide se velmi nešťastně snažil přimět ke spojenectví Nagahideho Niwu a Ukona Takajamu, kteří by zvedli počet jeho mužů na 20 tisíc. Po neúspěchu v jednáních jeho vojsko čítalo pouhých 10 tisíc mužů a ti tedy byli zapojeni do bitvy, která vypukla 2. července u Jamazaki. Micuhide zaujal pozice jižně od hradu Šórjúdži. Pravé křídlo bylo chráněno řekou Jodó a levé na úpatí 270 metrů vysoké hory Tennózan. Hidejoši dokázal využít situace a rychle obsadil vrcholek Tennózanu jednotkami pod vedením Kanbeie Kurody, Hidenagy a Masaharua Mikody. Jeho předvoj se pak utkal s Akečiho silami na řece Enmjódži. Bitva začala neúspěšným pokusem Micuhideho sil zahnat Kurodu a jeho společníky z Tennózanu. Hidejoši okamžitě vyslal Nobuterua Ikedu, aby posílil pravé křídlo jeho armády, která právě přecházela Enmjódži, aby se utkala s jednotkami Nobuharua Cudy. Zároveň jednotky Kijohideho Nakagawy a Ukona Takajamy pokračovaly v přímém útoku proti Akečimu. Způsobili tak zmatek v řadách nepřítele, který za necelé dvě hodiny dal nohy na ramena. Sám Micuhide zemřel během úprku na hrad Sakamoto. Hidemasa Hori nedlouho poté Sakamoto dobyl a Akečiho spolubojovníci byli vyhlazeni. Hidejoši konečně mohl ukázat Micuhideho hlavu před Nobunagovým hrobem a stal se tak ústřední postavou jeho pohřbu. Bitva byla pojata jako zádušní mše za zabitého pána, Nobunagu Odu.

## Šizugatake
Hidejošiho znamenitá odpověď na vraždu v chrámu Honnó mu zajistila postavení hlavní důležitosti na několik následujících měsíců. Ke škodě Kacuie Šibaty nyní zaujímal stejně vysoký post, jako Nobunagovi starší vazalové. Ve skutečnosti byl Hidejoši od počátku vnímán jako kariérista a i nyní je těžké vysvětlit jeho rychlý postup v hierarchii Odů. Je jasné, že Hidejošimu dopomohl jeho talent a schopnosti. Nicméně nepochybně největší podíl na jeho vzestupu měla Nobunagova povaha. Zdá se, že Nobunaga občas pochyboval o svých starších vazalech již od neklidných časů, které vládly v provincii Owari před rokem 1560. Také Micuhide Akeči byl považován za kariéristu, původem z pochybné rodiny v provincii Mino, který se připojil k Odům někdy po roce 1565. Stejně jako Hidejoši i on velice strmě vystoupal na vysoký post. Zároveň se šuškalo, že se Nobunaga chystá postupně se zbavit všech svých starých vazalů, k čemuž vyloženě přispěl i pád Nobumóriho Sakumy, jednoho z nejstarších vazalů Odů, v roce 1580. Nikdo nevěděl nic jistě a po Nobunagově smrti se začaly vytvářet dva tábory. Jeden podporoval Hidejošiho, druhý Kacuie Šibatu. Rozdělenost vyšla najevo během debat o Nobunagovu nástupci. Hidejoši upřednostňoval Nobunagova vnuka Sambóšiho (později znám jako Hidenobu Oda a žil v letech 1582–1602), syna nejstaršího Nobunagova syna a právoplatného dědice Nobutady, který byl zabit v Kjótu během incidentu v chrámu Honnó. Naproti tomu Kacuie podporoval Nobutaku Odu, třetího syna a účastníka bitvy u Jamazaki. Nagahide Niwa a Nobuteru Ikeda, kteří se stali spoluguvernéry (bugjó) v Kjótu spolu s Kacuiem a Hidejošim. Na konferenci v Kijosu, kde bylo téma nástupce horečně diskutováno, bylo panství Odů rozděleno mezi hlavní vazaly. Hidejoši obdržel provincie Jamaširo, Tanba a Kawači, zatímco Šibata získal provincii Ečizen a severní okresy provincie Ómi. Kazumasu Takigawa, Hidejošiho oponent v Kijosu, se stal pánem v provincii Ise, kde se opevnil v očekávání války o nástupnictví. Konference nepřinesla žádné definitivní řešení a ke zděšení Nobutaky Ody ani žádné výsledky pro něj. Pro Hidejošiho byla celá záležitost pouze formalitou, jelikož se považoval za správce majetku Odů s právem postavit se každému, kdo by mu chtěl překážet. Tato okolnost tvořila podstatnou část dopisu, který byl poslán během tohoto období jedné z jeho mladých manželek.

### Obléhání Gifu
Kacuie Šibata se mezitím vrátil do provincie Ečizen, kde se jal plánovat strategii proti Hidejošimu. Zabezpečil si slibem pomoc od Nobutaky Ody, který pobýval v Gifu v provincii Mino a Kazumasy Takigawy v provincii Ise. Nedostal však příslib pomoci od důležitého spojence z provincie Mikawa, Iejasua Tokugawy. Navíc se ukázalo, že Tošiie Maeda a Nagačika Kanamóri, o kterých Kacuie předpokládal, že se k němu přidají, se uchýlili k Hidejošimu, jakmile se ukázalo, že je krize nevyhnutelná. Sousední klan Uesugi zůstával stále silný, jako když v jeho čele stál Kenšin, a Kacuie doufal, že získá jeho podporu. Kacuie i přes nepřízeň Tokugawy, Maedy a Kanamóriho byl v celkem dobré pozici. Mohl se opřít o armády zkušených válečníků a osobnostně se mohl s Hidejošim směle rovnat. Dobře si uvědomoval, že pokud zařídí, aby Hidejošiho vyhlídky na vítězství vypadaly chabě, ztratí ten opičí kariérista podporu. Mezi oběma muži byla uzavřena formální mírová dohoda, každý však věděl, že ve skutečnosti obě strany plánují něco velkého. Hidejoši záměrně přehlížel různé provokace, a to například i Nobutakovo odmítnutí uvolnit Sambóšiho ze svého područí. Tato pasivita byla však náhle obrácena takovým způsobem, že to Šibatu nepříjemně překvapilo. V prosinci Nobutaka, zřejmě v panice z Hidejoši nepřímo uskutečněných výhrůžek, poslal několik svých vazalů, aby shromáždilo vojska a otevřeně se tak postavil proti Hidejošimu. Šibata byl ale v té době doslova uvězněn v provincii Ečizen, protože horské průsmyky vedoucí na jih byly zasypány silnou vrstvou sněhu. Hidejoši obklíčil Gifu a donutil Nobutaku se vzdát a Kacuie ztratil nejen jednoho z mála svých spojenců, ale i nezbytný moment překvapení. Mezitím další Šibatův spojenec Kazumasu Takigawa sbíral své vojsko, aby podpořil rebelii proti Hidejošimu. I přes porážku Nobutaky však Kacuie neztratil vůli k ozbrojené konfrontaci, která měla již zanedlouho přijít.

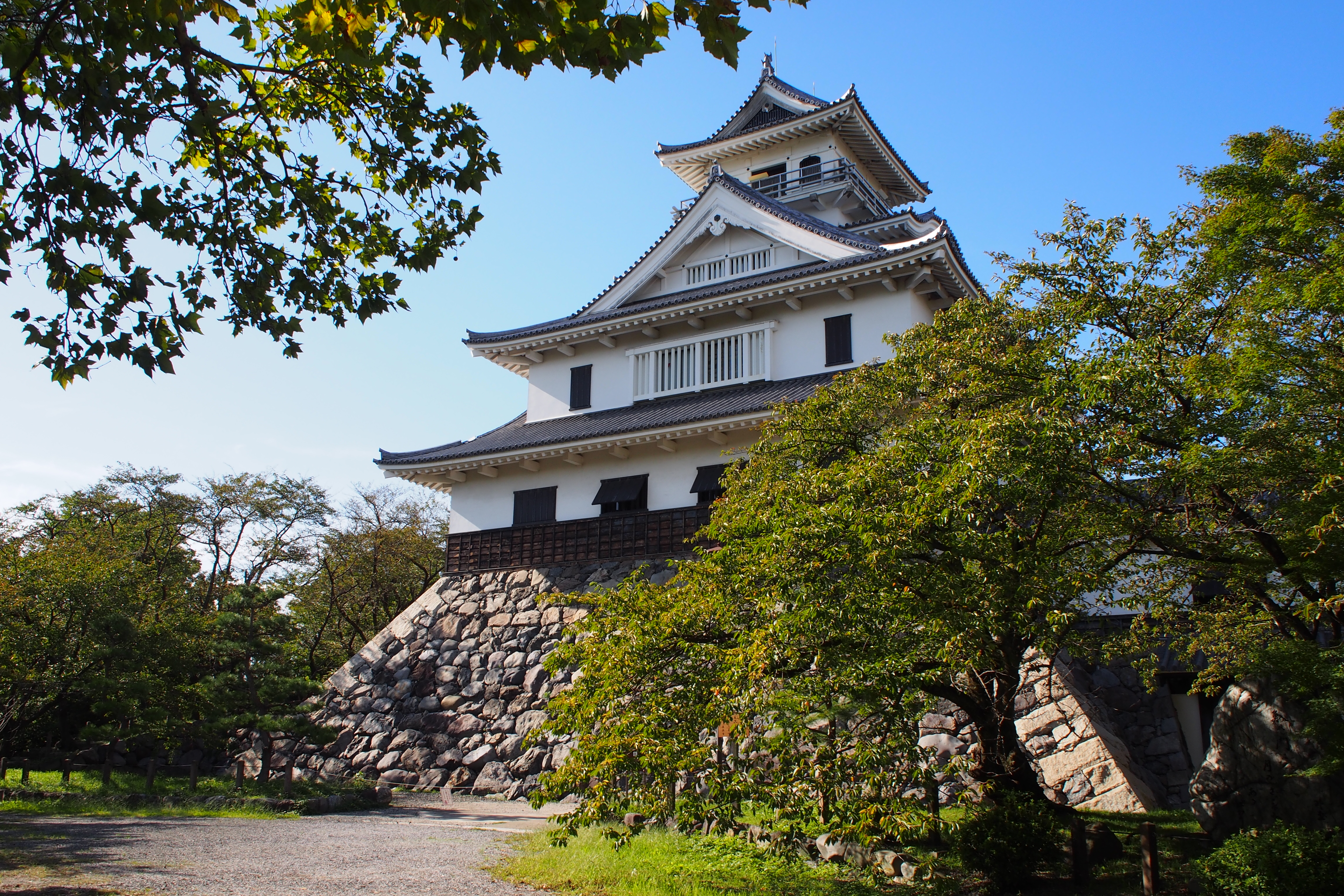
Hrad v Nagahamě

Po kapitulaci Nobutaky Hidejoši během března vtrhl do provincie Ise. Kacuie současně vydal rozkaz, aby jeho adoptivní syn Kacutojo, který sídlil v Nagahamě, zaútočil na Hidejošiho stanoviště v severní části provincie Ómi. Tuto hrozbu však Hidejoši lehce zahnal podplacením velitelů přímo v Kacutojově sídle Nagahamě, která krátce nato padla. To umožnilo Hidejošimu zaútočit na hrad Kamejama v provincii Ise a donutit Takigawu se vzdát. Jelikož se blížilo jaro, sněhy Ečizenu pomalu roztávaly a tak se Šibata mohl vydat se svou armádou vydat do bitvy. Nobutaka dostal pokyn ještě jednou rozvinout své válečné praporce, aby Hidejošiho navedl do provincie Mino. Kacuie vyslal svého nejschopnějšího generála Mórimasu Sakumu, aby oslabil Hidejošiho obranné linie v Ómi. Podařilo se mu dosáhnout jen chabých úspěchů. Hrad Iwasaki byl dobyt Ukonem Takajamou a Šizugatake obklíčeno. Bránící kapitán Kijohide Nakagawa byl zabit, ale posádka se stále držela. Šibata vyslal posla, aby se Sakuma stáhl, než bude příliš těžce zasažen ztrátami. Sakuma však rozkázal postupovat, dokud nebude Šizugatake pod jeho kontrolou. Hidejošijho jednotky ale zaútočily na Šibatovu armádu ze severu. V následující bitvě byl Mórimasa Sakuma poražen a jeho armáda rozprášena. Mnoho Hidejošiho vojáků této bitvy se později stalo oporou domu klanu Tojotomi. Byl mezi nimi například Kijomasa Kató anebo Masamóri Fukušima. Když se Kacuie doslechl neblahou novinu o porážce svého vojska, uzavřel se v Kit-No-Šó (v jiných pramenech uváděno jako Kitanošó) a jakmile překročila Hidejošiho armáda hranice provincie Ečizen a obklíčila město, spáchal seppuku. Jeho žena se rozhodla odejít ze světa s ním, ale jejich dcery (které měla ještě s Nagamasou Asaiem), byly poslány Hidejošimu. Jedna z nich, Čača, se stala jeho hlavní konkubínou a mimo jiné také matkou jeho dědice Hidejoriho.

## Komaki
Hidejošiho vítězství nad Šibatou znamenalo jeho skutečné nástupnictví po Nobunagovi. Sambóšiho nároky jako dědičného vládce byly rychle zapomenuty a byl „uklizen“ do Gifu, které zůstalo po Nobutakově sebevraždě prázdné. Hidejošiho postup coby neoficiálního vládce Japonska ale brzdil ještě jeden element. Nároky na nástupnictví si totiž činil také Nobuo Oda, druhý Nobunagův syn, který byl nyní v přátelském poměru s Iejasuem Tokugawou. Dlužno říci, že to bylo přátelství vypočítavé. Nobuo totiž pro Iejasua představoval klíč k moci. Nobuo si ovšem Iejasuovo chování vykládal jako úctu ke klanu Oda a netěšil se díky své hlouposti příliš velké vážnosti. Nobuo se během bitvy mezi Hidejošim a Kacuiem nemohl účastnit jakékoliv akce, protože byl vázán na Iejasua a ten byl přísně neutrální. Nyní však viděl možnost, jak se dostat k moci. Na jaře roku 1584 se Nobuo a Iejasu oficiálně spojily v alianci a zahájily plány na pošpinění Hidejošiho pověsti, přičemž pořádaly mnohá jednání s ostatními klany. Vojenskou pomoc přislíbili např. Motočika Čosokabe, vládce ostrova Šikoku, dále Narimasa Sasa z provincie Eččú a také bojovní mniši z provincie Kii, ale to v nastalé situaci neznamenalo mnoho. Klíčová postava, Nobuteru Ikeda z provincie Mino, totiž přešel k Hidejošimu. Tokugawa převzal iniciativu a vpochodoval do provincie Owari, aby si zde na hoře Komaki vybudoval dočasné ústředí. Nobuteru Ikeda prolil první krev, když dobýval hrad Inujama, který držel Kanemon Nakagawa. Ten se stal Nobuovým spojencem teprve nedávno, ale byl zabit dříve, než stačil podniknout jakékoliv kroky. Mezitím měl Hidejoši plné ruce práce se shromažďováním svých jednotek v Ósace a tak pověřil Ikedu, aby otestoval Tokugawovu obranu. Úkolu se zhostil Nagajoši Móri, Ikedův nevlastní syn, jenž se vydal vstříc Komaki s pěti tisíci muži. Byl však poměrně rychle poražen Tokugawovými muži, které vedl Tadacugu Sakai.

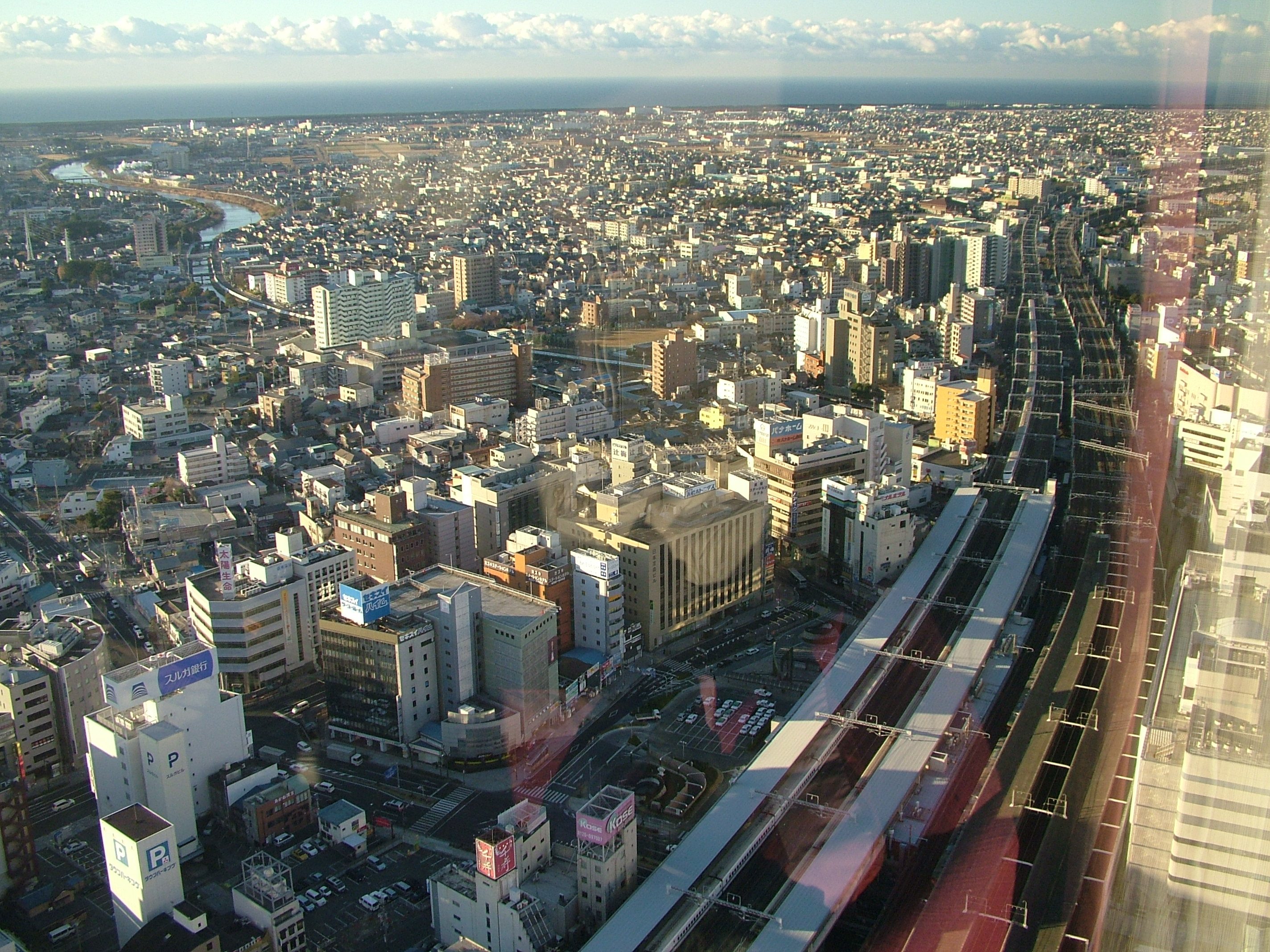
Pohled na Hamamacu

7. května 1584 zanechal Hidejoši armádu v Owari a po menší přestávce u Inujamy se vydal na pochod jižním směrem, kde u Gakudenu zaujal pozice. Je těžké odhadnou, kolik mužů měl Hidejoši k dispozici, ale obecně se má za to, že jich bylo něco mezi 80 a 100 tisíci. Obě strany postupovaly jen opatrně. Hidejoši změnil formace a upřednostnil střelecké oddíly. Také Tokugawovy jednotky střelců přišly na řadu a jejich pověst se těšila velmi vysoké úrovně. To byl možná také jeden z důvodů. proč dal Hidejoši přednost vyčkávání. Jedinou výjimku tvořily oddíly Nobuterua Ikedy. V květnu se Nobuteru usoudil, že většina Iejasuových vojsk je rozprostřena kolem Komaki a Kijosu. Naplánoval si tedy útok proti provincii Mikawa, která podle jeho předpokladů zůstala jen slabě chráněna. Iejasu váhal, zda se vydat zpět a bránit Mikawu anebo vydržet na svých pozicích. Mezitím vydal Hidejoši prostřednictvím Hidecugua Hašiby povolení Nobuteruovi, aby útok podnikl. Tím mu umožnil očistit své jméno po nepříliš úspěšném vítězství v Inujamě, kde utrpěl značné ztráty a sám byl zraněn. Naneštěstí pro Ikedův klan vesničané hlásili polohu jeho armády a tak přišel o moment překvapení. Ke krvavé konfrontaci s Tokugawovými vojsky pak došlo 15. května u Nagakute. Osud zasadil Ikedům těžkou ránu a Nobuteru, jeho syn Jukisuke i Nagajoši byli zabiti a jejich armáda se rozutekla. Tokugawa se poté stáhl do Mikawy a Hidejoši se vrátil do Gakudenu.

## Štědrý ministr
Po neúspěchu předešlých klání se Hidejoši rozhodl podrýt moc Nobua, který byl z oněch dvou (Tokugawy) slabší. Jeho oddíly byly daleko zranitelnější a tak bylo mnoho jeho opevnění dobyto. Velikou zásluhu na tom měli Udžisató Gamó a Džunkei Cucui. Následkem těchto ztrát se Nobuo v prosinci snažil tuto krizi diplomaticky vyřešit, dokud mu zbývaly ještě nějaké provincie. Hidejoši a Nobuo tedy uzavřeli separátní mír. To se samozřejmě stalo předmětem rozepře mezi Nobuem a Iejasuem, která vyvrcholila již v lednu následujícího roku. Hidejoši odjel do Kjóta, aby zde převzal titul gondainagon, vlastně první ze série vyznamenání, která Hidejoši získal na své cestě k nejvyšším postům japonské hierarchie.
Po uzavření příměří s Tokugawou se Hidejoši vrhl do konsolidace jádra panství Odů. Do osobního vlastnictví přejal tzv. „domovské provincie“, mezi které patřily Jamaširo, Kawači, Jamato a další a zbytek území rozdělil mezi staré vazaly Odů (Niwa, Kana, Móri, Ikeda, Maeda) a jejich osobní následovníky (Micunari Išida, Kanbei Kuroda, Hidemasa Hóri a další). Hidejoši uplatňoval účinné metody během získávání dalších provincií na svou stranu. Příkladem efektivity budiž fakt, že dokud Hidejoši žil, jeho panství nezaznamenalo žádné známky bouří. Byli posíleny vztahy s Mórii a Uesugii, kteří se postupně stali jeho spojenci a poté i vazaly.
Císařský dvůr uznal jeho nadvládu nad Japonskem a obdařil ho titulem naidaidžin. Stalo se tak v dubnu, kdy zaútočil na Ikkó-Ikki v Saize a na bojovné mnichy (sóhei) v Negorodži a zajistil jejich poslušnost. Negorodži bylo zničeno, ale Saiga byla ušetřena a její mniši odzbrojeni. Co se týče náboženských záležitostí, aby Hidejoši ukázal svou podporu buddhismu, vydal povolení sektě Tendai obnovit chrám Enrjakudži na hoře Hiei, a zároveň povolil sektě Džódo Šinšú začít s pracemi na novém chrámu Hongandži, který byl rovněž násilně podroben Nobunagově autoritě.

### Expanze na Šikoku

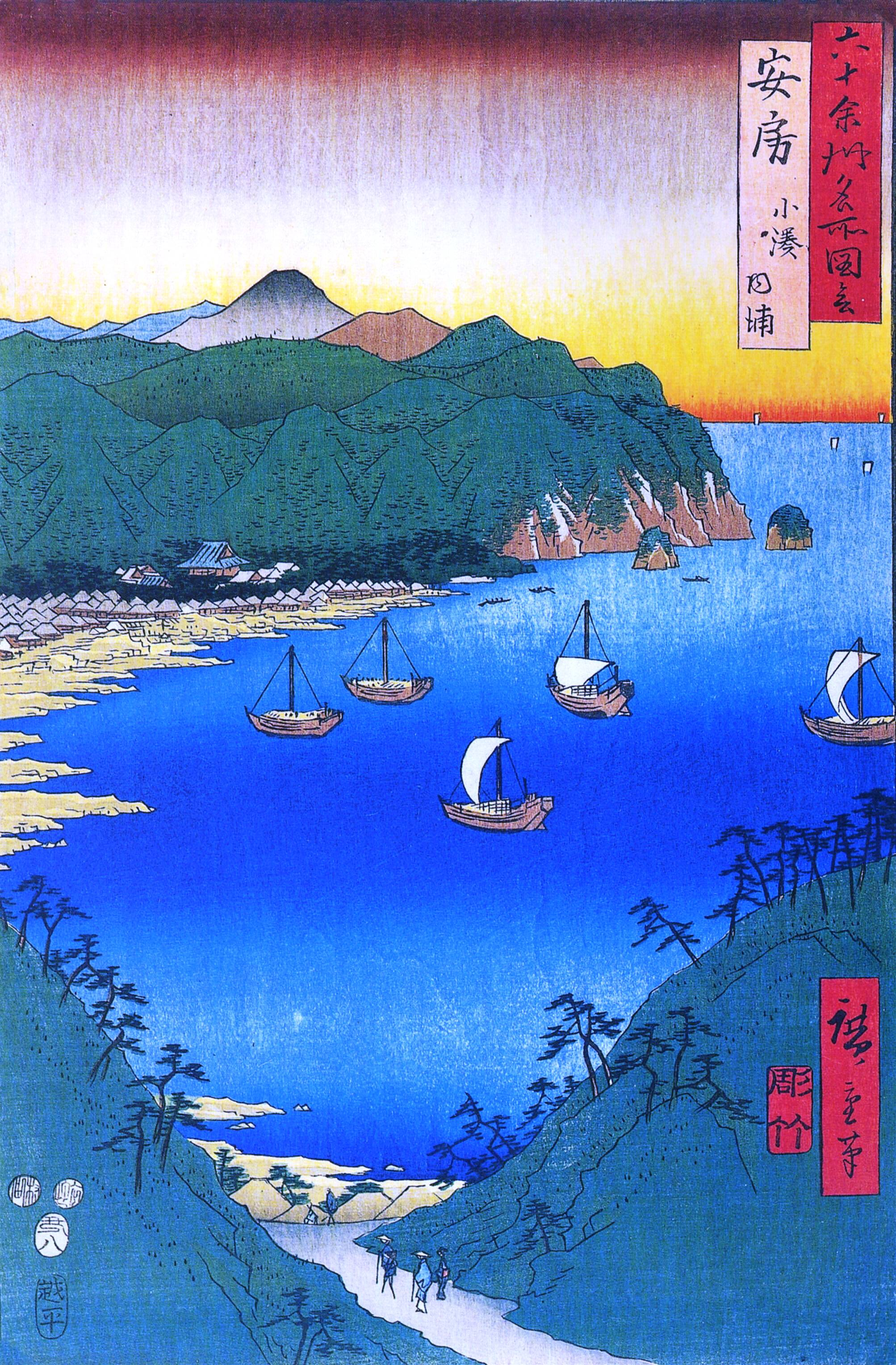
Přístav v provincii Awa, vesnice Kominato

V příštích měsících se Hidejoši vydal dobýt Šikoku, jehož nejmocnějším pánem byl Motočika Čósokabe. Ten se kdysi proti Hidejošimu spolčil během kampaně u Komaki a jeho současným cílem bylo zničit Hidejošiho spojence, válečníka Hidehisu Sengoku. Hidejoši to použil jako záminku a požadoval na Čósokabem, aby se vzdal provincií Ijo a Awa. Motočika však po dlouhých vyjednáváních souhlasil pouze s postoupením provincie Awa. Nato Hidejoši zareagoval nastartováním největší operace éry Sengoku, kdy přesunul na Šikoku na devadesát tisíc vojáků. 60 tisíc mužů pod vedením Hidenagy Hašiby (Hidejošiho synovec) se vylodilo v Awě, zatímco 30 tisíc vojáků klanu Móri, pod vedením generálů Motoharua Kikkawy a Takakageho Kobajakawy, přistálo v Ijo. Za měsíc a kousek byla Motočikova roztříštěná obrana ochromena a Motočika byl nucen se vzdát. Hidejoši se po jeho porážce značně odchýlil od praktik Nobunagy, který by nechal zcela jistě Motočiku popravit a projevil svou shovívavost. Čósokabe se musel vzdát provincií Ijo, Awa a Sanuki, ale mohl si ponechat provincii Tosa. Čósokabeho vazalové zůstali nedotčení a Motočika nemusel odejít do ústraní nebo vyhnanství, jak se v takových případech často stávalo. To bylo v ostrém kontrastu proti Nobunagovým dohodám s Asaii, Asakury, ale hlavně Takedy, kteří byli nemilosrdně vyhlazeni. Zřejmě to bylo kvůli vzdálenosti od centra moci, kdy byl Čósokabe, nyní jako Hidejošiho vazal, vítaným spojencem a hlavně dohlížitelem nad pořádkem na Šikoku. Každopádně i přes svoji shovívavost Hidejoši vyslal světu jasný signál. Byl schopen během měsíce zlomit čtyři provincie. A mocně mu přitom pomáhali kopiníci z armád klanu Móriů.

### Kampaku
Stejně jako Nobunaga před ním, ani Hidejoši nikdy nezískal titul šógun. Místo toho přiměl Konoe Sakihisu, jednoho z nejvznešenějších mužů patřícího ke klanu Fudžiwara, aby ho adoptoval. Tím si zajistil řadu vysokých dvorských titulů, včetně prestižního úřadu říšského regenta (kampaku) v roce 1585. V roce 1586 Hidejoši oficiálně obdržel od císařského dvora nové klanové jméno Tojotomi (místo adoptivního jména Fudžiwara). V roce 1587 postavil přepychový palác Džurakudai a následujícího roku hostil vládnoucího císaře Go-Józeiho.
Řešil domácí otázky se stejnou rychlostí a ve stejné šíři, jako vedl války. Ustavil pět správců (bugjó) Kjóta, mezi které patřil i Micunari Išida, vydal edikt, kterým postavil mimo zákon obchodnický cech – zanedlouho začaly celojaponské průzkumné práce, kdy se zkoumala dobytá území. Roku 1597 bylo vše hotovo. Snad pro to všechno, co se mu doposud podařilo pro císařství vykonat, přijal Hidejoši příjmení Tojotomi. V kandži se Tojotomi také dá číst jako „Štědrý ministr“. Díky svému důvtipu a schopnostem je dodnes uznávaným vládcem středověkého Japonska.

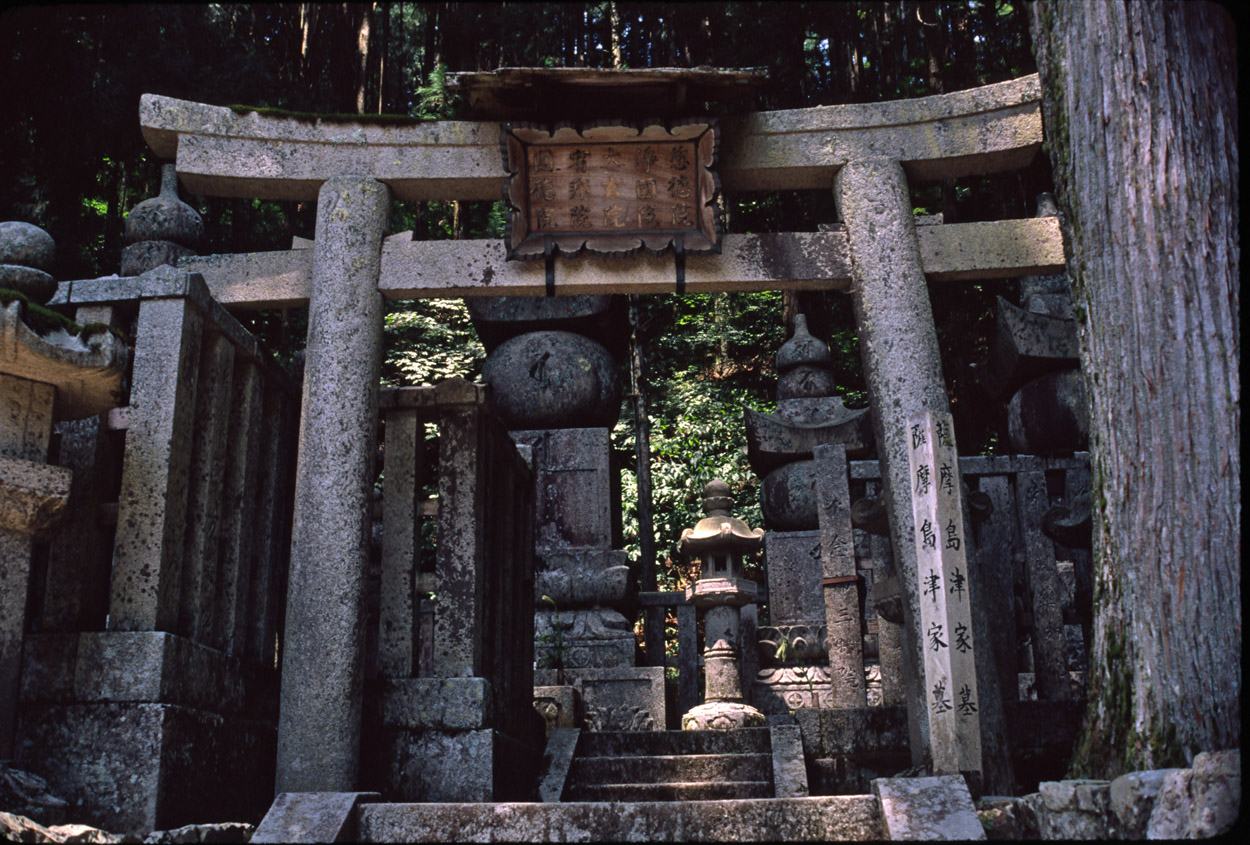
Hrobka klanu Šimazu

Na cestě k uskutečnění Hidejošiho snu se tyčily dvě překážky. První byl klan Šimazu, který na Kjúšú vrazil do provincie Bungo, posledního kousku ostrova, který ještě nebyl v Hidejošiho područí. Druhým problémem byl klan Hódžó na východě, který vládl nad regionem Kantó a sledoval vývoj událostí v Kjótu. Další problémy pak nastaly na Šikoku, zatímco se Hidejoši snažil prosadit svoje zájmy na Kjúšú. 12. listopadu 1585 obdržel osobní žádost o podporu od Sórina Ótoma kvůli nesplněnému požadavku na Jošihisu Šimazua. Ten se podle ní měl stáhnout z provincie Bungo a uzavřít s klanem Ótomo mír, ale namísto toho zahrnul klan Ótomo několika agresivními výpady. To Hidejošiho znepokojilo, neboť spor se odehrál ještě před jeho invazí na ostrov. V prosinci postoupila vojska pod společným vedením Motočiky Čosokabeho a Hidehisy Sengokua do hlavního města klanu Ótomo, Funaie. Jošimune Ótomo a Sengoku zahájili ofenzivu na Šimazuovy pozice. Tím ale porušili Hidejošiho rozkaz, protože ten nařídil zůstat v obranných pozicích. Výsledkem konfrontace byla bitva o Hecugigawu, ve které byla vojska Ótomů a Tojotomi poražena. Motočika v bitvě ztratil svého nejstaršího syna a Šimazu triumfálně vpochodoval do Funaie. To bylo ale také poslední slavné vítězství, které Jošihisa dosáhl. 20. ledna Hidenaga Tojotomi přistál u Kjúšú s šedesáti tisíci muži, následován Takakagem Kobajakawou a Mórii o celkové síle 90 tisíc mužů. Toto dramatické vylodění mělo za následek Šimazuův kvapný ústup z jižních enkláv. To poskytlo Hidenagovi rozprostřít se po celém východním pobřeží. Sám Hidejoši ještě posílil početnou armádu svých spojenců o svých třicet tisíc vojáků a v únoru zabezpečil území většiny panství, která násilně Šimazu zabral v posledních deseti letech. Mezi osvobozená teritoria patřily provincie Akizuki, Arima, Gotó, Nabešima, Ómura a Rjúzódži. Tojotomiho postup byl téměř hladký a jedinou významnější překážku vytvořil 6. června až samotný Šimazu na řece Sendai. Po porážce svých hrdých válečníků přijel Šimazu k Hidejošimu s oholenou hlavou a vzdal se. Hidejoši jeho kapitulaci přijal a protože si svého nedávného soupeře vážil, věnoval klanu Šimazu provincie Sacuma, Ósumi a jižní část Hjúgy. Jošihisa však musel odejít do penze a byl nahrazen mladším bratrem Jošihirem.

### Kjúšú a vypuzení křesťanů
Hidejoši na Kjúšú strávil nějaký čas, aby rozdělil dobyté území mezi své věrné generály. Největší podíl si rozdělili Jukinaga Koniši (Higo), Kijomasa Kató (Higo), Kanbei Kuroda (Bingo) a Takakage Kobajakawa (Čikuzen). Tito muži spolu s rodilými válečníky z Kjúšú pak tvořili předvoj Hidejošiho největší operace – invaze do Koreje v devadesátých letech 16. století. Při svém pobytu na Kjúšú se Hidejoši setkal s velmi silným vlivem křesťanství, katolicizmu, které sem přivlekli Španělé a Portugalci, resp. jezuité a františkáni. Zhrozil se, když zjistil, jak destabilizující je toto nové náboženství pro japonskou společnost. Proto vydal 24. července edikt o vypuzení křesťanství, podle kterého museli všichni křesťanští misionáři do 20 dnů opustit Japonsko. V té době ale platil zároveň jiný edikt, který pouze křesťanství omezoval. Vznikla tak dvojznačná situace. Omezovací edikt totiž dovoloval daimjóům stát se křesťany, ale podle nového bylo toto jednání nezákonné. Tohoto zmatku využívali někteří misionáři. Hidejoši navíc nebyl úplně připraven se touto otázkou plně zabývat anebo prostě neměl zájem tlačit věci dál dopředu.
Hidejoši nyní ovládal území od zálivu Kagošima v provincii Sacuma, po pohoří Hakone u východních hranic provincie Ečigo. Pod Hidejošiho vliv zatím nespadalo několik knížat ze severu (Masamune Date, Jošiakira Mógami a Nobunao Nambu) a také silný klan Hódžó se svým klíčovým bodem – hradem Odawara. Hidejoši nikam nespěchal a povolal Hódžóy do Kjóta. Nebylo překvapením, že Udžimasa Hódžó požadavek ignoroval. Během příprav na poslední akt sjednocování Japonska strávil Hidejoši mnoho času v Kjótu, aby zušlechtil své chudé kořeny. Studoval tedy čajový obřad a poezii. Během devadesátých let 16. století se také ponořil do psaní her Nó. Většina z nich byla o jeho vlastním životě. Sám v nich účinkoval při představeních konaných pro šlechtu a daimjóy, kteří k němu zavítali do Ósaky. Divoce tvořil také ve svém sídle v Nagoje během korejské invaze (1592–1593) a do těchto představení zapojoval i své muže. Dokonce i takové, jakým byl Iejasu Tokugawa.

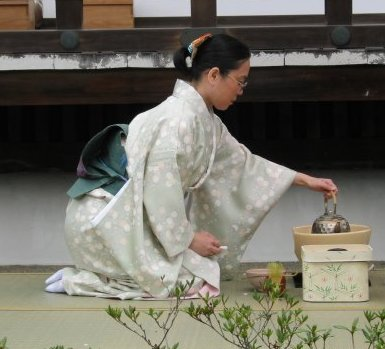
Příprava čaje

V listopadu roku 1585 Hidejoši uspořádal v Kitanu velký čajový obřad. Byl to velmi výstředně pojatý dýchánek, kde bylo předvedeno nejvybranější čajové náčiní. Sám Kampaku osobně připravil během jednoho dne 803 šálků čaje. Nic takového nebylo k vidění již po stovky let a když Hidejoši akci ukončil, zanechala spolu s ostatními velkolepými kousky tak mimořádný dojem, že se později tomuto období začalo říkat období Momojama. Svou extravagancí daleko předčil výstředního Jošimicua Ašikagu. 9. května 1588 Hidejoši dokonce hostil císaře Go-Jozeie v paláci Džúraku, což v podstatě představovalo vrchol jeho kariéry. Syn farmáře a pěšáka, který kdysi pracoval jako nosič sandálů nyní předčítá poezii samotnému císaři a připravuje pro něj sérii oslav během jeho pětidenní návštěvy. Navíc se mu podařilo navýšit císařské jmění. Hidejoši vlastně žil s císařským dvorem v symbióze: umožnil dvoru obnovit své bohatství a pompu, zatímco dvůr zajistil Hidejošimu legitimitu v jeho konání.

### Hon na meče
V tom samém roce (1585) ještě Hidejoši stihl vykonat snad nejkontroverznější akt své kariéry, co se domácích záležitostí týče. V srpnu vydal rozkaz k něčemu, co bylo známo jako velký hon na meče.
Hidejoši slíbil, že nashromážděné zbraně budou použity při stavbě sochy velkého Buddhy. Tento všejaponský příkaz byl vydán z obav před sílícím vlivem sekty Ikki a týkal se všech pánů provincií.
Roku 1591 následoval další edikt, edikt o změně stavu. Tento velevýznamný dokument byl rozdělen do tří článků. První vyžadoval, aby se každý válečník, který se vrátil k vesnickému životu, byl vypovězen ze služby. Druhý zakazoval vesničanům stávat se měšťany nebo se zabývat obchodní činností a třetí zakazoval si najímat takové válečníky, kteří předtím zběhli ze služby svého pána. Hidejoši jako první změnil stav společenských vztahů. Tlustou čarou oddělil třídu válečníků a vesničanů. Třídy byly povinné a nikdo nemohl přestoupit z jedné do druhé a naopak. Jedním dechem také znemožnil přesun mezi třídami a zrušil koncept dži-zamuraje, kdy samurajové v době míru obdělávali půdu.

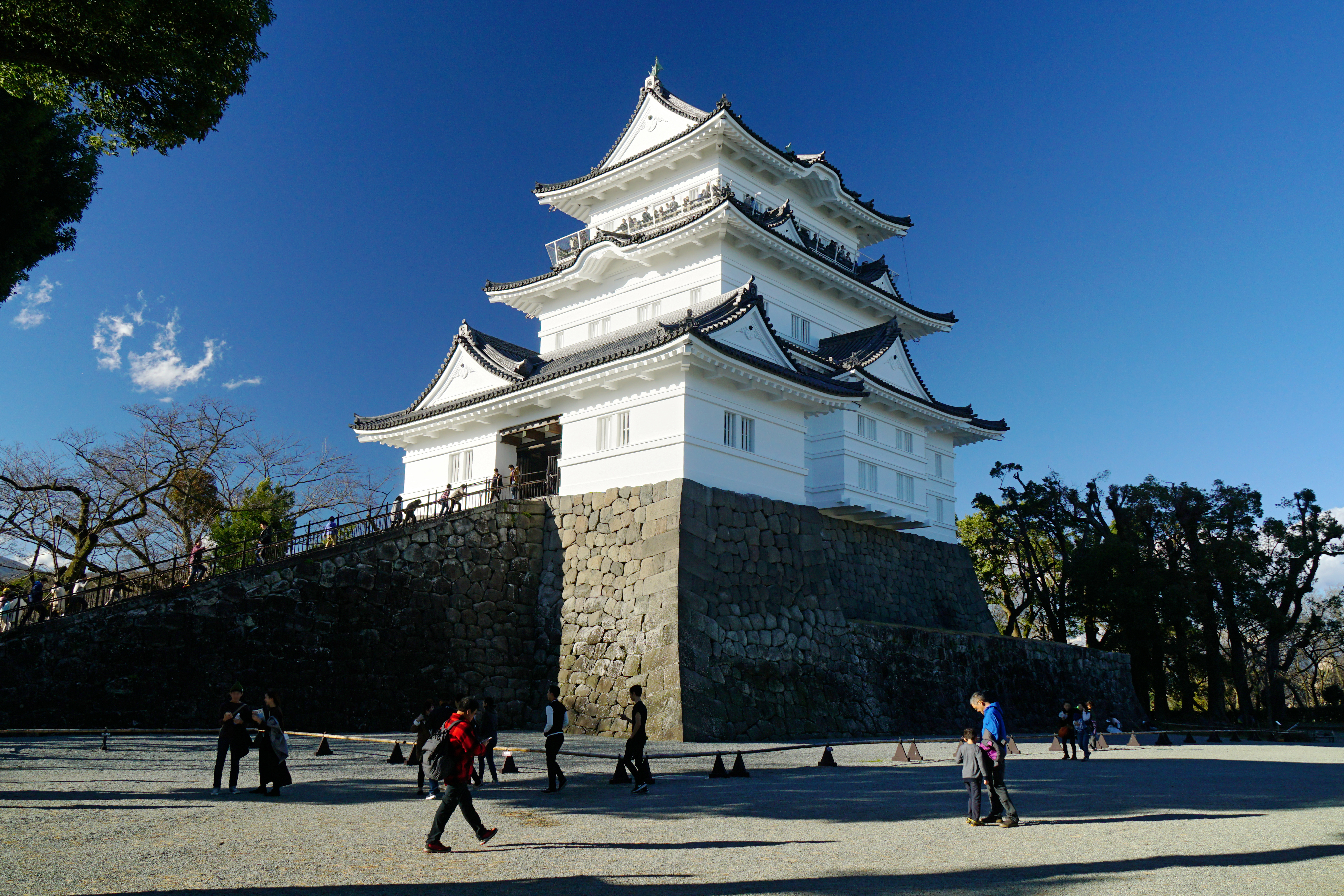
Hrad Odawara

### Nepoddajný sever
V roce 1590 se Hidejoši vydal získat poslední japonskou provincie pod svoji nadvládu. Udžimasa Hódžó a jeho syn Udžinao vytrvale odmítaly jakékoliv jeho nabídky. Chtěli si ponechat vládu nad krajem Kantó. Jejich sebevědomí zřejmě pramenilo z předpokladu dobrých vztahů, které měli se svým sousedem Iejasuem Tokugawou. Ten však s centrem Hódžóů, Odawarou, zpřetrhal veškeré vazby a místo pomoci začal formovat v květnu tohoto roku vojenský předvoj, který se chystal operovat právě v Kantó. Zanedlouho napadla Hódžóy Tojotomiho vojska, a to hned ze tří stran. Tokugawa pochodoval po pobřeží po cestě Tókaidó, Sanada a Uesugi postupovali do Kózuke a Čósokabe s dalšími přistáli v Izu. Hódžóové počítali s tím, že použijí strategii, která se osvědčila i proti minulým nájezdům – stáhnou se do Odawary a naplánují rozsáhlou obranu. Byli také přesvědčeni, že Hidejošiho invazní vojska budou potřebovat značnou logistickou podporu, a právě tady hodlali nalézt slabé místo a osudově poškodit logistické jednotky. Naneštěstí pro Udžimasu Hidejoši najal v otázce zabezpečení armády nejlepší experty a bitva o Odawaru se vyvinula v téměř slavnostní počin Tojotomiho jednotek. Aby Hidejoši udržel vysokou morálku během obléhání pevnosti, zařídil pro své muže rozptýlení v podobě hereckých vystoupení a dokonce povolil, aby bylo posláno pro ženy generálů. Během tříměsíčního obléhání tu a tam docházelo k několika ostrým výpadům na obou stranách, ale na celkové řešení situace to nemělo žádný podstatný vliv. Obráncům nakonec došly zásoby, a protože konec konfliktu byl v nedohlednu, Hódžóové kapitulovali. 12. srpna se brány Odawary otevřely a Udžimasa spáchal seppuku. Má se za to, že Udžijo byl ušetřen díky přímluvě Tokugawy, který zřejmě cítil jistý morální dluh vůči Hódžóům, kvůli svému připojení k Hidejošiho alianci. Nicméně byl klan Hódžóů zbaven jakýchkoliv možností ovlivňovat politické události. Celá situace tedy znamenala lehkou ironii v osudu klanu: Hódžóové, považovaní za první významné daimjóy éry Sengoku (mimo Tošikageho Asakury), se stali poslední velkou rodinou, která ztratila svou nezávislost. Masamune Date, který rovněž dlouhou dobu odolával, nakonec sám přijel do Hidejošiho ležení a složil slib věrnosti. Tím se pod Hidejošiho moc dostaly i dálné severní provincie. Dá se říci, že po této operaci bylo Japonsko konečně, v lednu roku 1591, sjednoceno. Pod Hidejošiho nadvládou samozřejmě.
Nyní se mohl Hidejoši věnovat stabilizaci nové dynastie Tojotomi, jako vládnoucímu klanu. Z obavy před silou Iejasua Tokugawy, nechal jej přestěhovat do oblasti Kantó. Spolu s jeho vystěhováním z Kjóta mu písemně přislíbil navýšení jeho držav. Iejasu nabídku zodpovědně přijal, opustil zemi svých předků, provincii Mikawu a usadil se v Edu v provincii Musaši. Hidejoši se mezitím snažil zaplnit mezery, které vznikly Iejasuovým odchodem, respektive dalších vazalů. Byli jimi Nagamasa Asano, který obdržel provincii Kai, Takamoto Kjógoku, ten odešel do Šinana, Terumada Ikeda, který zakotvil v Mikawě a Kazutojo Jamauči, ten přesídlil do Tótómi. Daleko více, než Nobunaga, viděl Hidejoši symboliku moci v budování velkých budov a paláců. Mezi největší stavby, které uskutečnil, patří obrovský komplex hradu Ósaka a hrad Fušimi. První jmenovaná stavba byla největší stavbou Japonska, druhá jmenovaná se stala synonymem éry, ve které Hidejoši žil.

## Soumrak
Hidejošiho naděje stabilního prostředí po jeho smrti se rozplynuly, když v září 1591 zemřel jeho syn Curumacu. Tříletý syn byl jeho jediné dítě. Nyní se o nástupnictví muselo rozhodnout mezi jeho nevlastním synem Hidenagou a synovcem Hidecuguem. Hidenaga zemřel krátce po Curumacuovi, a tak Hidejošimu nezbývalo, než se spolehnout na Hidecugua, kterého Hidejoši adoptoval v lednu roku 1592. 11. února Hidejoši odešel jako kampaku do ústraní a přenechal svoji pozici právě Hidecuguovi, přičemž automaticky získal titul Taikó.
Po tomto pochmurném období nejistého nástupnictví se Hidejoši poohlížel po možnosti dobýt Čínu. O těchto svých plánech uvažoval již dlouho, naposledy se takto vyjádřil roku 1586 při rozhovoru s Terumotem Mórim. V roce 1587 zahájil rozhovory s Korejci, aby umožnili hladký průchod jeho vojsk do Číny. Korejci však na jeho výzvy nijak nereagovali a tak se roku 1591 rozhodl vylodit se v Koreji a vyřešit věci silou.

### První korejská invaze
13. dubna 1592 přistály první japonské jednotky u korejských břehů a začala tak otevřená kampaň dobývání Asie. Hidejoši měl podporu významných rodin, klanů Móri, Čosokabe, Šimazu, Nabešima, Kató a Koniši. Více než 200 tisíc mužů se rozdělilo do dvou útočných armád, jednu vedl Jukinaga Koniši, druhou Kijomasa Kató a vydalo se z ostrova Kjúšú ke korejskému poloostrovu. Sám Hidejoši se výpravy neúčastnil, zůstal v přístavu Nagoja (dnešní Karacu), na Kjúšú.
Diskutovalo se o skutečných důvodech invaze do Koreje. Jedna teorie hovořila o prohnané snaze vyždímat možnosti daimjóů, aby Hidejoši zabezpečil svoje postavení, ale vzala za své poté, co se ukázalo, že Kató, Móri, Koniši i Čosokabe jsou Hidejošiho oddanými spojenci. Jiná teorie zase tvrdí, že se Hidejoši vydal dobývat nová území pro své daimjóy, aby neměli čas proti němu pletichařit. Nejlepším vysvětlením Hidejošiho tažení do Koreje budiž jeho vnitřní síla, která hnala jeho ctižádost vpřed. Díky ní se stal kampaku a dokázal svým entuziazmem nakazit i ostatní.

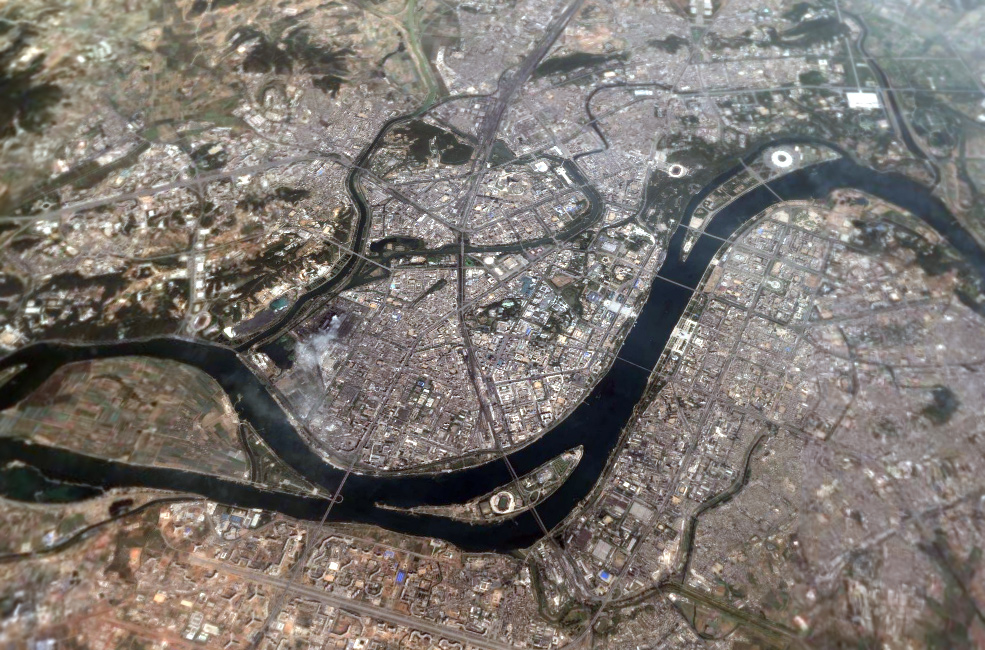
Pchjongjang ze satelitu

Ke vší smůle ale Hidejošiho sny zhatil neúspěch celé mise, která se zpočátku vyvíjela tak slibně. V květnu okupovala jeho vojska Soul a 16. června Jukinaga Koniši vpochodoval do Pchjongjangu. Mezitím Kijomasa Kató bojoval na východní polovině korejského poloostrova a několikrát se mu podařilo dostat se až na území Mandžuska. Během čtyř měsíců byla cesta do Číny volná. Vyskytly se však tři faktory, které nedovolily Japoncům se do Číny dostat. Korejské guerilly, příjezd čínských jednotek do Pchjongjangu a také korejské námořnictvo, které se pod vedením admirála I Sun-sina jevilo jako neporazitelné. Ji způsobil japonským plavidlům významné ztráty. To mělo za následek těžkou situaci v oblasti Hidejošiho logistického zabezpečení. Korejské guerilly měly na svědomí útoky na podpůrné oddíly Japonců, které vzaly za své poté, co se Korejcům podařilo významně snížit stav japonských válečníků. Číňané, i když se po vojenské stránce nemohli japonským oddílům rovnat, svého soupeře výrazně převyšovali počtem svých bojovníků a vytlačili je během února z Pchjongjangu. Kató neměl jinou možnost, než se vrátit. Během července byly kvůli nepříznivému vývoji a s ohledem na možnou drtivou porážku operace přerušeny. Hidejoši se pokusil dohodnout o příměří s podmínkou, že dcera císaře Wan-li (z dynastie Ming) přijme za manžela japonského císaře. Číňané souhlasili se zastavením aktivit, ale neslýchaný požadavek nesplnili. Hidejoši, jehož vojska nadále kontrolovala jih Koreje (převážně provincii Kjongsang) se pak po více než roce od událostí pochlubil portugalskému misionáři Luísovi Fróisi (1532–1597), že „skutečně dobyl Korejské království“ a že Číňané „poslali svou kapitulaci“.

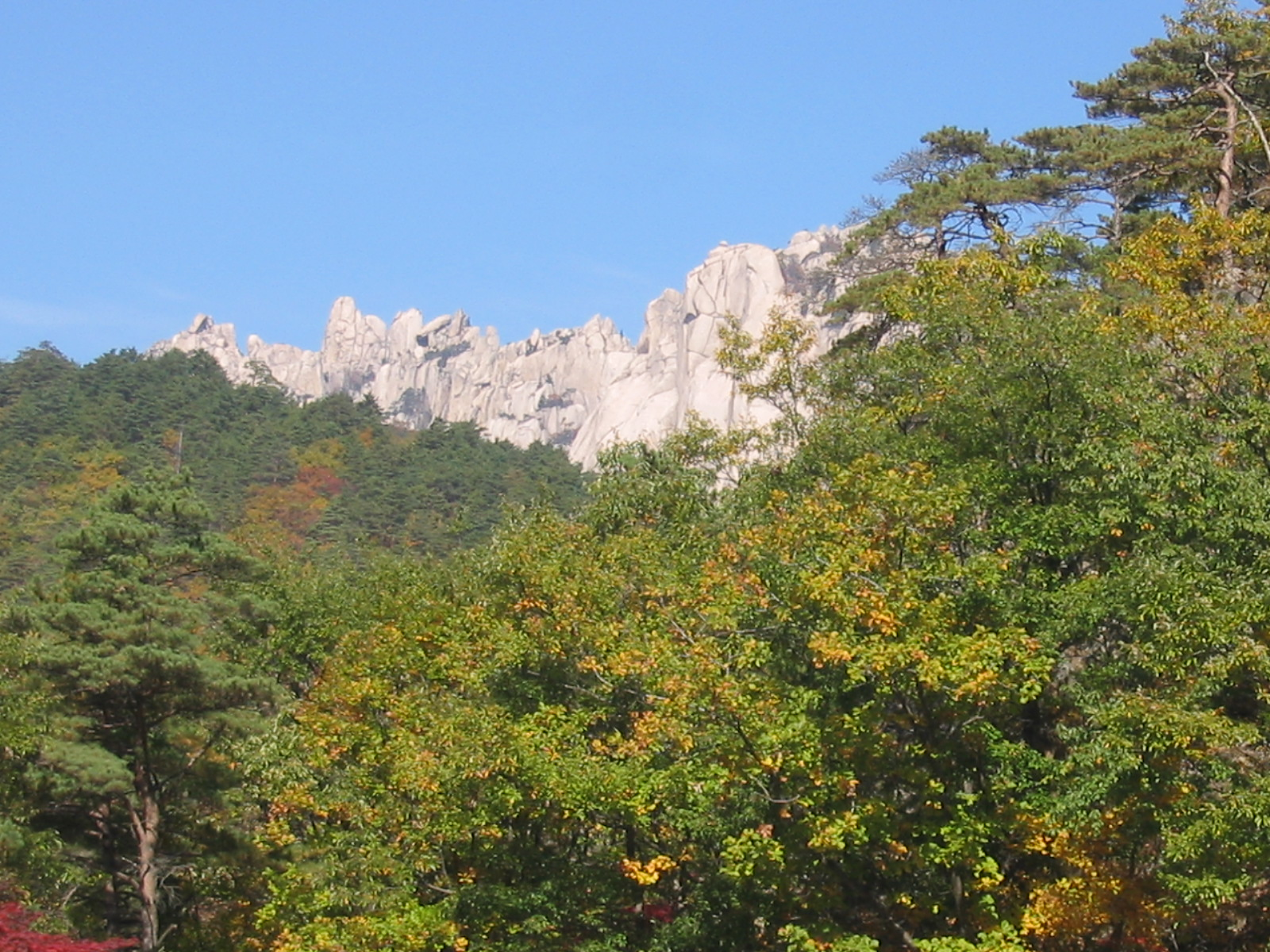
Pohoří Soraksan

Narození Hidejošiho druhého syna Hidejoriho, v roce 1593, jej vysvobodilo z depresivních myšlenek ohledně korejského tažení a vyvstal před ním nový problém. Pronásledoval jej problém s právoplatným následovnictvím, protože před narozením Hidejoriho jmenoval nástupcem Hidecugua. Po narození Hidejoriho se však situace změnila a Hidejoši musel po jistě trpkém přemýšlení přistoupit k radikálnímu řešení. Celá situace se dost drasticky vyřešila v roce 1595, kdy v srpnu tohoto roku byl Hidecugu poslán do vyhnanství na horu Kója a poté mu bylo přikázáno spáchat sebevraždu. Všichni členové Hidecuguovy rodiny, kteří se odmítli podrobit příkazu s ním a mezi takovými bylo i 31 žen a několik dětí, byli masově zabiti v Kjótu. Přesné příčiny Hidecuguova pádu nejsou příliš jasné, o to méně pak brutalita, s jakou byla jeho rodina vyvražděna.
19. března roku 1597 Hidejoši rozkázal znovu se vydat na korejský poloostrov, když jako záminku uvedl nevoli Číňanů poslat císařskou dceru jako nevěstu japonskému imperátorovi. Hidejoši si plně uvědomoval svou schopnost vyjednávání a chuť dosáhnout čeho si vytyčil a tento incident v něm vyvolal potřebu nutné reakce.

### Druhá korejská invaze
Druhá korejská invaze byla téměř předurčená k neúspěchu. Japonci nezaznamenali kromě dobytí Namwonu, v srpnu roku 1597, žádný znatelný úspěch. Mezitím se Hidejoši s Hidejorim kochali představením, které uspořádali Španělé snad aby vylepšili vzájemné vztahy s japonskou korunou. Před Hidejošiho jejich zraky nechali pochodovat zástup slonů. Naděje na úspěch druhé invaze doslova utopil admirál I Sun-sin, když jeho 16 lodí potopilo 133 japonských plavidel. Pozemní vojska Kijomasy Kata a Jukinagy Asana byla odříznuta v pevnosti Ulsan a musela podstoupit dlouhou a krvavou bitvu, aby se roku 1598 z izolace dostala.

### Hidejošiho konec
V létě roku 1598 Hidejoši vážně onemocněl a nechal kolem sebe shromáždit své nejvěrnější vazaly. Během srpna ustavil koncil regentů, který tvořili Iejasu Tokugawa, Tošiie Maeda, Terumoto Móri, Hideie Ukita a Kagekacu Uesugi. Ti se měli postarat o vládu nad zemí do doby, než Hidejori vyroste a bude schopen převzít moc. V tom jim mělo pomáhat ještě 5 správců, bugjóů, kterými byli ustaveni Micunari Išida, Masaie Nacuka, Gen-I Maeda, Nagamóri Mašita a Nagamasa Asano. Každý z mužů musel složit pětiletému Hidejorimu slib věrnosti. Hidejoši se v této otázce spoléhal nejvíce na Tošiieho Maedu, silného pána z provincie Kaga, který měl k němu nejblíže a sdíleli spolu svůj původ v provincii Owari. Hidejoši nakonec 18. září 1598 podlehl své nemoci. Válka v Koreji skončila a japonské armády poloostrov opustily. O rok později zemřel také Tošiie a během dvou let po Hidejošiho smrti se rozpadl i koncil regentů. Nejambiciózněji poté vystupoval Iejasu Tokugawa, který roku 1603 docílil titulu šógun. Hidejori zůstával až do roku 1615 na ósackém hradě a po dvou bitvách v zimě roku 1614 a létě roku následujícího, kdy proti němu Tokugawa vytáhl do Ósaky, byl poražen (také díky zrádcům uvnitř hradu, kteří podpálili kuchyni a způsobili zmatek) a donucen spáchat seppuku. Spolu s ním se zabila i paní Jodó a jméno Tojotomi zmizelo v propadlišti dějin.